# Ander eta Yul
Ander eta Yul és una película basca dirigida per Ana Díez Díaz, on fa una reflexió sobre la violència i les drogues al País Basc.

## Argument
Després de passar un temps en la presó per tràfic de drogues, Ander (Miguel Munárriz) torna a Euskadi a retrobar-se amb la seva gent i refer la seva vida, però han canviat moltes coses, ara Yul (Isidoro Fernández) el seu vell amic i antic company de seminari forma part d'ETA. Sense expectatives torna al trafico de drogues i precisament Yul ha rebut l'ordre de matar narcotraficants, la qual cosa desencadenarà un tràgic final.

## Repartiment
- Isidoro Fernández: Yul
- Miguel Munárriz: Ander
- Carmen Pardo: Sara
- Joseba Apaolaza: Ataun
- Ramón Barea: Bernardo
- Paco Sagarzazu
- Ramon Agirre
- Aizpea Goenaga

## Premis
- Goya al millor director novell en la IV edició dels Premis.[2]
- Premi a la millor pel·lícula al Festival de Cinema de Bogotà.[3]